# Генрі Сехудо
Ге́нрі Сеху́до  (англ. Henry Cejudo, 9 лютого 1987, Сан-Хосе, Каліфорнія, США) — американський спортсмен мексиканського походження, борець вільного стилю та боєць змішаного стилю. Олімпійський чемпіон з вільної боротьби (2008 рік). Переможець Панамериканських чемпіонатів та Панамериканських ігор з вільної боротьби (2006 — 2007 роки).

## Життєпис
Генрі Сехудо був молодшим із шести дітей в сім'ї мексиканців. Батько Сехудо, який часто потрапляв до каліфорнійської пенітенціарної системи, був відсутній у житті Генрі з раннього віку. У 1991 році мати Генрі прийняла рішення переїхати до Лас-Крусес, Нью-Мексико, щоб сама виховувати своїх шістьох малолітніх дітей. Їй часто доводилося працювати на кількох роботах, щоб звести кінці з кінцями. У результаті раннє дитинство Генрі пройшло в переїздах із штату в штат, поки його сім'я нарешті не оселилася в Фініксі, Аризона.
Генрі займався легкою атлетикою. Брат Генрі, Ейнджел, познайомив його з боротьбою. Генрі та його брат домінували в змаганнях під час навчання в середній школі. Вражений їхніми досягненнями, національний тренер із розвитку вільної боротьби США запросив Ангела та Генрі відвідати програму вільного стилю в Олімпійському навчальному центрі в місті Колорадо-Спрінгс, Колорадо.
Генрі завершив свою освіту, відвідуючи програму. Закінчивши навчання, він пішов надзвичайно незвичайним шляхом до олімпійського золота, відмовившись від звичайної програми студентської боротьби. Генрі почав тренуватися повний робочий день в Центрі олімпійської підготовки, щоб підготуватися до літніх Олімпійських ігор 2008 року. Потім він продовжив представляти США на Олімпіаді в Пекіні та привіз додому золото. У 2008 році, коли Сехудо завоював «золото» на Олімпіаді у Пекіні, він став наймолодшим борцем-чемпіоном в історії США.
Завершив любительську кар'єру у вільній боротьбі у 2012 році. У 2013 році розпочав професійну кар'єру у змішаних єдиноборствах.

## Спортивні результати на міжнародних змаганнях

### Виступи на Олімпіадах
| Змагання                    | Збірна | Вагова категорія          | Місце  |
| --------------------------- | ------ | ------------------------- | ------ |
| Літні Олімпійські ігри 2008 | США    | вільна боротьба, до 55 кг | Золото |

### Виступи на Чемпіонатах світу
| Змагання                        | Збірна | Вагова категорія          | Місце |
| ------------------------------- | ------ | ------------------------- | ----- |
| Чемпіонат світу з боротьби 2007 | США    | вільна боротьба, до 55 кг | 31    |

### Виступи на Панамериканських чемпіонатах
| Змагання                                   | Збірна | Вагова категорія          | Місце  |
| ------------------------------------------ | ------ | ------------------------- | ------ |
| Панамериканський чемпіонат з боротьби 2006 | США    | вільна боротьба, до 55 кг | Золото |
| Панамериканський чемпіонат з боротьби 2007 | США    | вільна боротьба, до 55 кг | Золото |
| Панамериканський чемпіонат з боротьби 2008 | США    | вільна боротьба, до 55 кг | Золото |

### Виступи на Панамериканських іграх
| Змагання                  | Збірна | Вагова категорія          | Місце  |
| ------------------------- | ------ | ------------------------- | ------ |
| Панамериканські ігри 2007 | США    | вільна боротьба, до 55 кг | Золото |

### Виступи на Кубках світу
| Змагання                    | Збірна | Вагова категорія          | Місце  |
| --------------------------- | ------ | ------------------------- | ------ |
| Кубок світу з боротьби 2007 | США    | вільна боротьба, до 55 кг | Бронза |

### Виступи на інших змаганнях
| Змагання                                         | Збірна | Вагова категорія          | Місце  |
| ------------------------------------------------ | ------ | ------------------------- | ------ |
| Відкритий міжнародний турнір «Sunkist Kids» 2011 | США    | вільна боротьба, до 55 кг | Золото |
| Henri Deglane Challenge 2011                     | США    | вільна боротьба, до 55 кг | Срібло |

### Виступи на змаганнях молодших вікових груп
| Змагання                                      | Збірна | Вагова категорія          | Місце  |
| --------------------------------------------- | ------ | ------------------------- | ------ |
| Чемпіонат світу з боротьби серед юніорів 2005 | США    | вільна боротьба, до 55 кг | 5      |
| Чемпіонат світу з боротьби серед юніорів 2006 | США    | вільна боротьба, до 55 кг | Срібло |